# صموئيل هولتن
صموئيل هولتن هو قاضي وسياسي أمريكي، ولد في 9 يونيو 1738 في دانفرز في الولايات المتحدة، وتوفي بنفس المكان في 2 يناير 1816. نشط حزبياً في Anti-Administration party ‏. وقد انتخب عضو مجلس النواب الأمريكي ‏.